# Мерано
Мерано (італ. Merano) — муніципалітет в Італії, у регіоні Трентіно-Альто-Адідже,  провінція Больцано.
Мерано розташоване на відстані близько 550 км на північ від Рима, 70 км на північ від Тренто, 24 км на північний захід від Больцано.
Населення — 39 373 особи (2014).

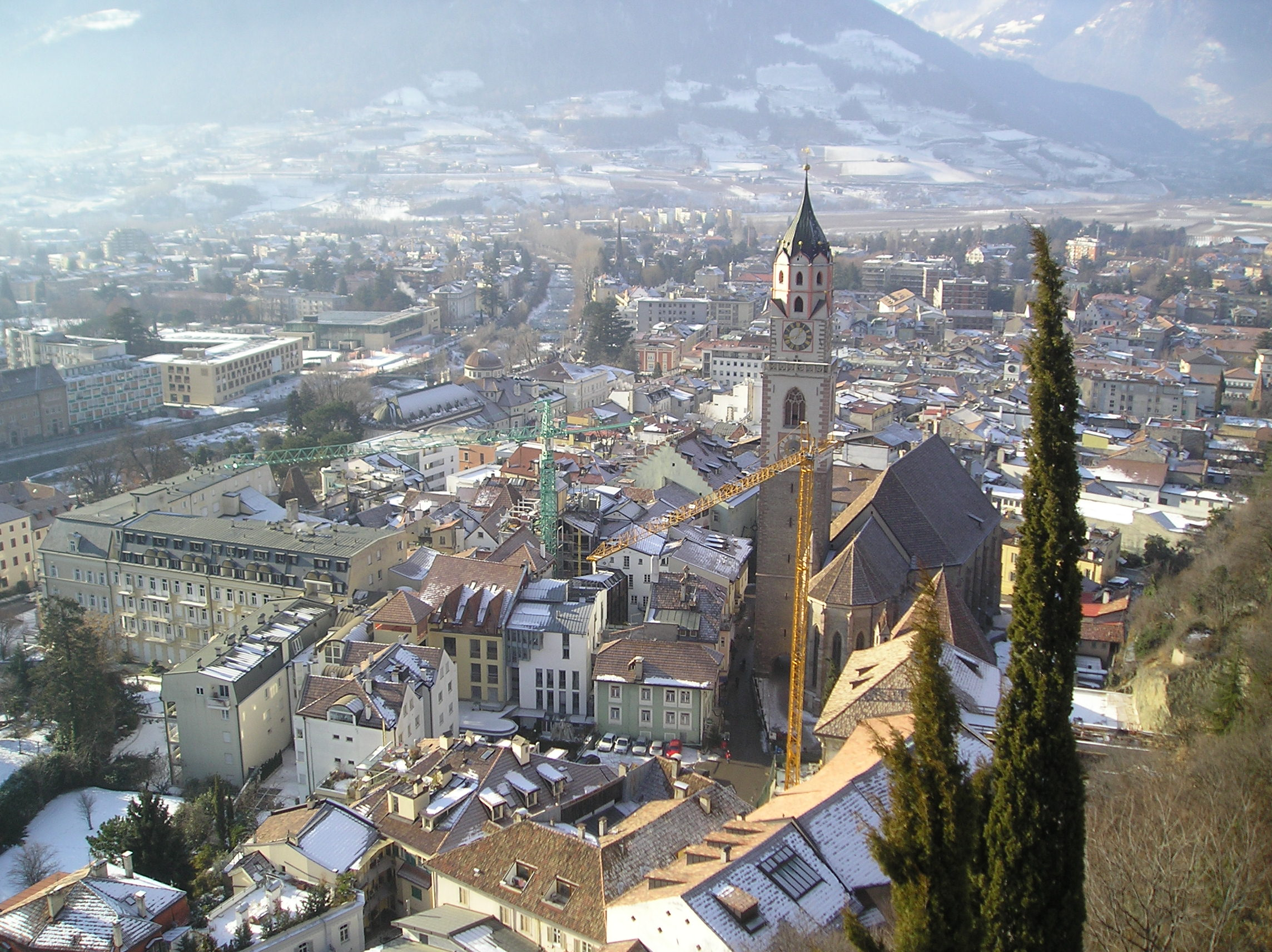

Щорічний фестиваль відбувається 6 грудня. Покровитель — San Nicolò.

## Демографія
Населення за роками:

Станом на 1 січня 2023 року в муніципалітеті офіційно проживало 6955 іноземців з 106 країн, серед них 1740 громадян країн Євросоюзу та 242 громадяни України.

## Сусідні муніципалітети
- Авеленго
- Чермес
- Лагундо
- Лана
- Марленго
- Посталь
- Шена
- Тіроло
- Верано

## Спорт
У місті базується хокейна команда «Мерано».